# Argay István
Argay István József (Győr, 1826. december 18. – Győr, 1916. november 24.), orvos, az 1848-as szabadságharc honvéd, háromféle tudori oklevél tulajdonosa, Győr város törvényhatósági bizottsági tagja, a pápai Szent Silvester- és az Aranysarkantyús-rend lovagja, földbirtokos.

## Családja
Apja nemes Argay Mihály, győrvármegyei főszolgabíró, földbirtokos, anyja kozmadombi Ferenczy Zsófia volt. Az anyai nagyszülei kozmadombi Ferenczy Antal (1741–1797), kerületi táblai ülnök, földbirtokos és bezerédi Bezerédj Katalin (1754–1794) voltak; az apai nagyszülei nemes Argay András (1753–1808), szalkszentmártoni uradalom tisztviselője és Siess Róza voltak. A nemesi származású család Pozsony vármegyéből, Bös községből jött a 19. század legelején Győr vármegyébe, ahol Győrszemerén volt földbirtokos. Argay Antal tüzértiszt és Argay András a szalkszentmártoni uradalom tisztviselője 1793. május 23-án kaptak címeres nemeslevelet, melyet Pozsony és Győr vármegyékben hirdettek ki.

## Élete
Az 1848-as szabadságharc alatt honvédként harcolt. 1864 és 1910 között a győri kisszeminárium intézeti orvosa és sebésze.

## Házassága és leszármazottjai
A győri belvárosi római katolikus plébánián 1861. április 9-én feleségül vette a győri jómódú polgári származású Schandl családból való Schandl Franciska (Pozsonycsákány, 1841. október 28.–Győr, 1907. szeptember 23.) kisasszonyt, akinek a szülei Schandl József (1801–1860), győri gyógyszerész, és Frölich Anna (1814–1904) voltak. A menyasszony apai nagyszülei Schandl János (1758-1826), Észak-Komárom város tanácsosa, borkereskedő, polgár és Oszvald Eleonóra (1769-1805) voltak. Fivére, Sándori Nándor (1835-1895), győri vaskereskedő, aki a "Schandl" nevezetéknevet hanyagolva a "Sándorit" vette fel. Nagybátyja, Schandl János (1799–1881), Győr szabad királyi város képviselője az 1848-as szabadságharc alatt, Győr községi tanácsosa, győri bérháztulajdonos, gyümölcs- és gabonakereskedő, kasznár, dunasztenpáli földbirtokos; nagynénje, Schandl Terézia (1802-1887) úrnő, akinek a férje, szalacsi és nagytanyi Szalachy Antal (1800-1884) táblabíró, földbirtokos volt. Argay István és Schandl Franciska frigyéből született:
- Argay Béla János István (Győr, 1862. január 23.–?).
- Argay Irén Erzsébet Mária (Győr, 1863. március 25.–Győr, 1940. május 3.).[9] Férje: magyarbéli Bély János (Ásványráró, 1850.július 15.–Győr, 1922. április 12.), ügyvéd, Győr vármegye tiszti főügyésze, győri szolgabíró.[10]
- Argay Ilona Franciska (Győr, 1869. június 28.–Győr, 1904. február 3.).[11] Férje: Ertl Gyula.
- Argay Sarolta Erzsébet Mária (Győr, 1873. július 4.–?).